# لجنة تقييم الاستدامة
تعتبر لجنة تقييم الاستدامة مجموعة عالمية من مؤسسات التنمية التي تعمل بصورة تعاونية لتطوير مقاييس الاستدامة في الزراعة والقائمة على العلوم. وتطبق اللجنة نهج عملي وجماعي لاستخدام الأساليب العلمية لتطوير مؤشرات وأدوات لقياس الاستدامة من خلال أداء المراقبة، والتقييم، وتقييم التأثير. وتساعد تلك القياسات لقياس الاستدامة الآثار الاجتماعية والبيئية والاقتصادية المميزة للممارسات الزراعية.
وتملك اللجنة نهج ومؤشرات أساسية في المعاهدات الدولية والمراجع المعيارية على سبيل المثل ثماني اتفاقيات أساسية الخاصة بمنظمة العمل الدولية، ومبادئ التوجيهية الخاصة بمنظمة الصحة العالمية من أجل جودة المياه، ومؤسسة التمويل الدولية. في حين، تتوافق المؤشرات مع اتفاقات معترف بها دوليًا بما في ذلك الميثاق العالمي للأمم المتحدة، وإعلان ريو المعني بالبيئة والتنمية، واتفاقية الأمم المتحدة الإطارية بشأن التغير المناخي، والإعلان العالمي لحقوق الإنسان ويكونوا أساس القياس من أجل الاتساق والاستخدام المشترك.

## العمل في شراكات
تدعم لجنة تقييم الاستدامة المؤسسات لاعتماد وإدماج نهج تحقق الاستدامة، وتضم أكثر من 40 منظمة من القطاعين العام والخاص. تتعاون لجنة تقييم الاستدامة مع مؤسسات البحث والتطوير لاعتماد وإدماج وبناء القدرات المحلية لقياس الاستدامة وتقييمها في البلدان العاملة فيها، وأيضًا لتحقيق التعلم التبادلي. تضمنت الشراكات المحلية لإجراء البحوث معهد البحوث الإحصائية والاجتماعية والاقتصادية في جامعة غانا، ومركز الدراسات الإقليمية للبن والأعمال التجارية في كولومبيا، ومركز الفكر الاستراتيجي التابع لوزارة الزراعة والتنمية الريفية الفيتنامية، ومعهد الدراسات البيروفية، ومعهد أبحاث البن والكاكاو الإندونيسي، واتحاد المنظمات البحثية التابع للمجموعة الاستشارية للبحوث الزراعية الدولية.
أدت شراكة لجنة تقييم الاستدامة مع المعهد الدولي للزراعة الاستوائية، في كينيا وأوغندا، إلى عمليات جديدة بالتعاون مع المبادرة الدولية لتقييم الأثر (3 آي إي) لإجراء البحوث الميدانية لتعزيز فهم التحديات التي يواجهها المزارعون أصحاب الحيازات الصغيرة وأدوار تعاونياتهم. طور العمل، بتكليف من التحالف الدولي للاعتماد الاجتماعي والبيئي ووضع البطاقات التعريفية ودعم من مؤسسة فورد، طرقًا للتقييم الفعال لآثار شهادات الاستدامة المتعددة على حياة المزارعين ومنظماتهم ومجتمعاتهم. جربت لجنة تقييم الاستدامة مؤشر التقدم للخروج من الفقر التابع مؤسسة غرامين في مجال البن (غواتيمالا، المكسيك، بيرو) والكاكاو (نيكاراغوا، كولومبيا)، واعتمدته في مجموعة مؤشراتها.
تعمل لجنة تقييم الاستدامة في مشاريع إنمائية تحقق علامات الاستدامة مثل علامات التجارة العادلة، والعضوي، وشهادة يو تي زي، و4 سي، وتحالف الغابات المطيرة. استخدمت سلاسل التوريد الخاصة لجنة تقييم الاستدامة لتقييم وقياس تأثير الجهود المبذولة من أجل تحقيق الاستدامة، التي ترعاها وكالات التنمية مثل المؤسسة المالية الدولية أو الوكالة الأمريكية للتنمية الدولية أو الحكومة السويسرية، وتشمل شركات مثل نسبرسو، ولندت، وسبرونغلي، ومارس درينكز، وكارجيل، وإي سي أو إم، ومونديليز الدولية.

## الإنجازات
دمجت المؤسسات والشركات والمنظمات الأخرى مؤشرات وأدوات لجنة تقييم الاستدامة واعتمدتها وكيفتها على نطاق واسع:
- كيفت شركة تاكستايل إكستشينج مؤشرات لجنة تقييم الاستدامة لإنشاء أداة تقييم استدامة القطن العضوي لتقييم تأثير استدامة زراعة القطن العضوي.[16][17]
- قادت لجنة تقييم الاستدامة الجهود المبذولة لإنشاء مقاييس عالمية لاستدامة صغار المزارعين لمنظمة الأمم المتحدة للأغذية والزراعة، التي كلفت لجنة تقييم الاستدامة، إلى جانب مؤسسة غرامين وشركة سويل أند مور الدولية، لتطوير مقاييس لأداة تقييم استدامة نظم الأغذية والزراعة الخاصة بها.[18][19]
- تتوافق المدونة الدولية لتأثير الاعتماد الاجتماعي والبيئي ووضع العلامات التعريفية مع مؤشرات لجنة تقييم الاستدامة،[20] كما هو الحال بالنسبة للإطار المشترك لقياس أداء مختبر الغذاء المستدام والنهج المشترك لقياس الأداء؛ وتشمل المؤشرات والمقاييس المشتركة التي طورت بالشراكة مع مؤسسة فورد، ومبادرة التجارة المستدامة آي دي إتش، وسييس أوف تشينج، وشوكولاتة مارس، وروت كابيتال، والتحالف الدولي للاعتماد الاجتماعي والبيئي ووضع العلامات التعريفية، ونستله، وتحالف الغابات المطيرة ومركز الابتكار الإنمائي.[21][22]